# Aeroportul Okhotsk
Aeroportul Okhotsk (IATA: OHO, ICAO: UHOO) este un aeroport din Ohotsk⁠(d), Gorodskoe poselenie «Posiolok Ohotsk»⁠(d), Ohotski raion⁠(d), Ținutul Habarovsk, Rusia ce deservește zona Ohotsk⁠(d). Aeroportul a fost tranzitat în 2021 de 30.000 de pasageri.
Situat la o altitudine de 20 m, aeroportul dispune de o singură pistă.